# فيرنون لويس
فيرنون لويس (بالإنجليزية: Vernon Lewis)‏ هو لاعب كرة قدم أمريكية أمريكي، ولد في 27 أكتوبر 1970 في هيوستن في الولايات المتحدة.

## وصلات خارجية
- فيرنون لويس على موقع مرجع كرة القدم المحترفة.كوم (الإنجليزية)
- فيرنون لويس على موقع JustSportsStats.com (الإنجليزية)
- فيرنون لويس على موقع كلية كرة القدم في سبورتس رفرنس.كوم (الإنجليزية)